# ムハンマド・イクバール

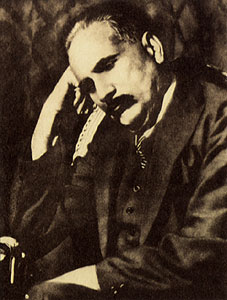
ムハンマド・イクバール

ムハンマド・イクバール（ラテン文字表記：Muhammad Iqbal、アラビア文字表記：محمد اقبال、デーヴァナーガリー文字表記：मुहम्मद इक़बाल、1877年11月9日-1938年4月21日）は、独立以前のインドで活躍したムスリムの詩人、クルアーン主義者、哲学者、政治家である。ペルシア語、あるいはウルドゥー語で書かれた彼の詩は、現代において最高峰といわれている。また、彼は原理主義的イスラームに基づいた宗教あるいは政治哲学でも有名であり、インドに住むムスリムがインドとは別の独立国家を建設することを提案し、これはパキスタンとして結実した。一般に「アッラーマ・イクバール」（Allama Iqbal, علامہ اقبال）として言及される事も多い。
英国とドイツでの留学後、弁護士事務所を開業したが、彼の関心は宗教と哲学におかれていたため、政治、経済、歴史、哲学、宗教についての作品群を書き上げた。イギリス政府によるナイト勲章授与のきっかけとなった"Tarana-e-Hind"（ترانۂ ہند, タラーナ・イェ・ヒンド）、"Asrar-E-Khudi"（اسرار خودی, アスラーレ・フディー）や"Rumuz-i-Bekhudi"（رموز بیخودی, ルムーゼ・ベーフディー）、"Bang-i-Dara"（با نگ درا, バーンゲ・ダラー）、などの詩作で知られている。イクバールは加えて、政治、哲学、歴史についても多くのコメントを残しており、「パキスタンの国民的詩人」でもある。
イクバールは、とりわけ、インドにおけるイスラーム文明の政治的・精神的復興の強い主唱者であった。その思想は、"The Reconstruction of Religious Thought in Islam"と題して出版された一連の著作集で明らかである。全インド・ムスリム連盟のもっとも著名なリーダーの一人であり、1930年代に、「インドに居住するムスリムのための北西インド州（国家）」の創設を提案した。かれは、同じく全インド・ムスリム連盟の指導者であったジンナーを励ましつつ、ともにパキスタン独立へ尽力した。

## 若年期

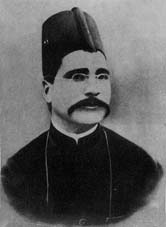
1899年のころのイクバール

イクバールは、パンジャーブ地方のシアールコート（Sialkot）で5人兄弟の長男として生まれた。イクバールの家族はもともとヒンドゥー教徒のバラモンであったが、彼の先祖であるサハージー・ラーム・サプルー（Sahaj Ram Sapru）がイスラームに改宗したと伝えられている。ただ、この考えについては、多くの学者の間で論争がある。イクバールの父は裕福な仕立屋であり、敬虔なムスリムでもあった。イクバールの家族は子供たちを深い宗教的背景に基づいて育ててきた。
イクバールは初め、家庭教師について、語学、歴史、詩、宗教を学んだ。詩人や作家としてのイクバールの才能は、家庭教師であるサイイド・ミール・ハサン（Sayyid Mir Hassan）に見出され、地元シアールコートにあるスコッチ・ミッション大学でも彼の元で勉強を続けた。イクバールは数ヶ国語の語学能力、韻文及び詩作に秀でており、1892年に大学を卒業した。
イクバールは15歳のときに、パンジャーブ州グジュラートの著名な医者の娘カリーム・ビービー（Karim Bibi）と結婚し、一男一女をもうけた。3番目の子供は出生後まもなく死没した。イクバールとカリーム・ビービーの結婚生活はあまり芳しくなく、後の1916年に離婚している。
イクバールはラホールの政府系の大学に進学し、そこで哲学や英文学、アラビア語を勉強し、同時に美術学士を取得した。加えて、イクバールは哲学の試験でトップの成績を修めたために金メダルをもらっている。修士課程でイクバールはイスラーム及び現代哲学の学者でもあるトーマス・アーノルドに師事した。アーノルドは、イクバールに西洋文化と思想を教え、東洋と西洋の双方の思想の間の橋渡しをした。彼はラホールのオリエンタル・カレッジでアラビア語学科のリーダーに任命され、1903年には最初の著作である"The Knowledge of Economics"を出版した。また、1905年には愛国的な歌である"Tarana-e-Hind"（『インドの歌』）を出版した。
アーノルドの薦めもあって、イクバールはその後ヨーロッパへ留学をする。1907年にはケンブリッジ大学トリニティ・カレッジで文学士号を取得する。その一方、リンカーン・カレッジで法律を学び、1908年に弁護士の資格を取得した。加えて、ムスリム学生でもあるアティーヤ・ファイズィー（Atiya Faizi）と出会い、彼女とは、親密な関係を結んだ。また、ヨーロッパ滞在中に、ペルシア語での詩作を始めている。彼は生涯を通してペルシア語での著述を好んでいたが、それはペルシア語が哲学概念を表現するのに最も適した言語だという彼の信念を示している。
イギリス滞在中、イクバールは初めて政治活動にも参加している。1906年に全インド・ムスリム連盟が結成されると、イクバールは1908年にイギリス支部の代表に選出された。他の2人の政治家サイイド・ハサン・ビルグラーミー （Syed Hassan Bilgrami）とサイイド・アミール・アリー（Syed Ameer Ali）とともに、イクバールは党の綱領を起草する小委員会の委員に就任した。
1907年にイクバールはミュンヘンのルートヴィヒ・マクシミリアン大学で哲学博士号を取得するためドイツへ旅立った。フリードリッヒ・ホンメルの指導の下、イクバールは"The Development of Metaphysics in Persia"（『ペルシアにおける形而上学の発展』）という論文を出版している。

## 詩人・哲学者としての経歴
1908年にインドへ戻ると、イクバールはラーホールの政府系大学に職を求めるが、家計の事情もあってか弁護士事務所を開業し、大学の職を辞している。この期間のイクバールの私生活は楽しいものではなく、1916年には離婚も経験している。ただ、イクバールは妻であったビービーとその子供たちを家計面での支援を生涯絶やさなかった。
イクバールは法律の仕事をこなす一方で、精神的・宗教的課題へ関心を集中し始めた。また同時に詩集や文学作品を書いた。イクバールは、ムスリムのインテリ層、作家、詩人、政治家が集まる組織でもある"Anjuman-i-Himayat-i-Islam"（アンジュマネ・ヒマーヤテ・イスラーム／「イスラーム支援協会」）で活発な活動を行うようになり、1919年にはその書記長に就任している。
イクバールの作品に現れる思想は、主に精神面、人間社会の発展に関心が置かれており、彼の西欧及び中東での旅行・滞在からきた経験が中心となっている。イクバールは、ニーチェ、ベルクソン、ゲーテといった西洋の哲学者の影響を受け、まもなく、無神論と物質的追求に支配された西洋社会への批判者となっていく。
13世紀に活躍したタジク人の詩人であるジャラールッディーン・ムハンマド・ルーミー(en:Jalal ad-Din Muhammad Rumi)の詩と哲学は、イクバールに深く精神的な面で影響を与えた。子供のときよりイクバールは敬虔な宗教教育を受けてきたこともあり、イスラーム及びイスラームの文化、歴史、文明論、政治的未来に関心を向けた。また、イクバールはルーミーを文字通り“自らのガイド”と捉えていた（ルーミーの別称であるマウラーナーは「我が師」という意味である）。
イクバールは、自らの詩作やその他の作品でガイドの役割を託すためにルーミーを引用していただろうと思われる。イクバールの作品は、イスラーム文明の過去の栄光を読者に思い起こさせ、社会・政治的な解放や偉大さの源泉としてのイスラームに純粋で精神的な焦点を当てたメッセージを届ける事に重点が置かれていた。
イクバールは、ムスリム国家の間で政治的に分裂している状況を批判し、たびたびムスリム共同体（ウンマ）の一体性を主張している。

### ペルシア語での作品
イクバールの作品は、ウルドゥー語よりもペルシア語で書かれているものが多い。1915年、イクバールは初めての詩集である"Asrar-i-Khudi"（自我の秘密）をペルシア語で著した。この作品は自我と宗教、精神的側面を深く探求した作品であり、多くの批評家がこの先品を最も詩的に洗練された作品だと考えている。この作品でイクバールは自らの「自我」の哲学を説明した。様々な方法を用いることで、森羅万象は「自我」の意思に従っていることをイクバールは証明した。
また、イクバールは自己破壊を激しく非難した。というのも、彼にとって人生の目標は自己実現と自己認識であったからである。イクバールは、「自我」を知る者をアッラーフの代理人にならしめる最終的な極みに到達する前に、「自我」が到達しなければならない複数の段階を示した。
1917年に発表したペルシア語の詩集"Rumuz-i Bekhudi"（献身のヒント）において、イクバールは、イスラーム的な生活が国家の成長にとって最善であるとした。人間は自らの特質を維持すべきだと考える一方で、一度それを達成した人間は自らの野望を国家のために捧げるべきだとイクバールは唱えた。人は「自我」を社会の存在なしで認識することはできない。この詩集でイクバールは理想的なイスラーム共同体（イスラーム的な倫理的で社会的な原則、個人と社会の関係）を作品の主題に据えた。
イクバールはイスラームが真実であると確信していたけれども、他の宗教との肯定的な類似する面も認識していた。"Rumuz-i Bekhudi"は、"Asrar-i-Khudi"での「自我」の強調を補足している。この2つの詩集は、しばしば"Asrar-i-Rumuz"（اسرار رموز, アスラーレ・ルムーズ）というタイトルで一冊にまとめられている。
また、イクバールは個人と共同体は互いに影響しあう存在と考えていた。個人は共同体に入り込む以前に強くなる必要があり、個人の発展は共同体のエゴの保存に依存している。他者と接触を保つことでこそ、エゴは自由の限度と愛の意味を知るようになる。ムスリム共同体は生活での秩序を保障すべきであるし、それゆえに共同体の伝統は保持されなければならない。この文脈においてイクバールは、自らの子供たちに自らの価値観を受け継がせるという直接的責務を負う、女性の決定的な役割を見いだしている。
1924年に出版された"Payam-i Mashriq"（پیام مشرق, パヤーメ・マシュリク）は、ゲーテの『西東詩集』（West-östlicher Diwan）と関係がある。ゲーテは、外見上あまりにも物質的になっている西洋に対し、東洋が精神的価値を提供してくれることを期待した。イクバールのスタイルは、道徳、宗教、文明の重要性を西洋に案じさせるという形をとった。個人が精神の本質を知らないならば高みを望むことはできないとイクバールは説いた。
1927年には、"Zabur-i Ajam"（ザブレ・アジャム）と題された詩集が発表された。この詩集には、"Gulshan-i Raz-i Jadid"（گلشان راز جدید, グルシャーネ・ラーゼ・ジャディード＝「新しいヒントの庭園」）と"Bandagi Nama"（بندگی نامہ, バンダギー・ナーマ＝「奴隷の本」）が含まれている。前者では問題提起をした後で過去から現在への洞察の解答を導いた。後者では、奴隷化された社会の美術作品に秘められた精神の説明を試みることによって奴隷制度を批判した。他の作品において、イクバールは過去の記憶、現在の行動、未来への準備を行い、理想的な生活を達成するための愛とエネルギーを強調した。
1932年に発表された"Javid Nama"（جاوید نامہ, ジャーヴェードの本）は自らの息子であるジャーヴェードにちなんで題されたが、この作品中でイクバールは自らの息子をダンテの神曲のように物語の時間と場所を越えた暗喩の存在として用いた。イクバールは自身をルーミーに案内されたズィンダ・ルード（Zinda Rud：人生の流れ）として暗喩表現した。
歴史を現在へ辿っていく部分において、ベンガル太守シラージュ・ウッダウラやマイソール王国の君主ティプー・スルターンを裏切ることによりその敗北の原因となり、ひいてはイギリスの植民地支配者らに恩恵を与え、自らの国を奴隷の鎖に売り渡したムスリムの裏切者たちをイクバールは激しく批判した。なお作品の最後では、息子のジャーヴェードに対して話すように次の世代への指針を示している。

### ウルドゥー語での作品
イクバールが、初めてウルドゥー語で作品を書いたのは、1924年発表の"Bang-i-Dara"（バーンゲ・ダラー＝「マーチング・ベルの音」）であった。イクバールがペルシア語での執筆を好んでいたのは前述の通りであるが、1930年以降は主にウルドゥー語で書いている。この時代の作品群は、特にインドに住むムスリム大衆に向けて書かれており、ムスリムの精神的・政治的覚醒とイスラームに重きを置いていた。
1935年に発行された"Bal-i Jibril"（بال جبریل, バーレ・ジブリール＝「ジブリールの翼」）は、イクバールのウルドゥー語詩集の中でも随一であると評価されている。この詩集は、イクバールがかつてイスラーム王朝があったスペインを旅行したときに刺激を受け書かれたものである。
"Pas Cheh Bay ed Kard ai Aqwam-i Sharq"（پس چہ باید کرد اے اقوام شرق, われわれは何をすべきか、あぁ東の諸国民よ）と題された詩集では、"Musafir"（مسافر, ムサーフィル＝「旅行者」）と題された詩を含んでいる。イクバールは、再びルーミーをイスラーム法とスーフィー的認識の神秘を解説するキャラクターとして叙述した。イクバールは、インドに住むムスリムと世界中のムスリムがばらばらになっていることを嘆いた。"Musafir"はイクバールのアフガニスタン旅行記であり、そこでは、パシュトゥーン人がイスラームの秘法の探求と自己の研鑽に努めていた。
イクバールの最後の作品は、1938年に発行された"Armughan-i Hijaz"（ارمغان حجاز, アルムガーネ・ヒジャーズ＝「ヒジャーズの贈り物」）である。ペルシア語の4行連句で始まり、ウルドゥー語のエピグラムが展開される。ペルシア語の4行連句では、イクバールの想像力を通して詩文が旅をしているかのように表現された。考えの奥深さ、情熱の激しさが短い詩文の突出した特徴である。ウルドゥー語で書かれた部分は、現代の知的活動、社会、政治的な革命の批判を含んでいる。
なお、公益財団法人「大同生命国際文化基金」によって、上記「ジブリールの翼」と「ヒジャーズの贈り物」の他、「ムーサーの一撃」の日本語訳が出版され、電子書籍版も無料で公開されている。

## 政治運動家としての経歴
法律職と詩作に従事していた期間、イクバールは全インド・ムスリム連盟で政治活動もしていた。イクバールは植民地インドが第一次世界大戦に参加することに関して賛成の意思を表明しており、またヒラーファト運動にも参加しジンナーと親密な関係を持っていた。
加えて、インド国民会議がヒンドゥー教徒中心だと批判し、1920年代には全インド・ムスリム連盟にも幻滅した。この時期にムスリム連盟はミヤーン・ムハンマド・シャーフィイが指揮する親英派とジンナーが指揮する中道派に分裂した。
イクバールは、友人と支援者の協力を得て1926年11月にパンジャーブ州議会の議員に選出された。イクバールはムスリムの政治的権利と影響力を議会に保証することを目的としたジンナーの提案に賛意を表明し、アーガー・ハーン3世や他のムスリムの指導者たちとともに連盟の分裂の改善と統一に向けて行動した。

### イスラーム的政治形態の復興
イクバールの2番目の英語による著作"the Reconstruction of Religious Thoughts in Islam"（イスラームにおける宗教的思考の再構築）は、マドラス（現チェンナイ）、ハイダラーバード、アリーガルにおいて、イクバールが行った6つの講義を収集している。1930年にラーホールで初めて出版された。これらの講義では、現代における政治哲学・法哲学と同等に、宗教としてのイスラームの役割を述べている。イクバールはこれらの講義で、道徳的に誤解をし、権力に固執し、ムスリム大衆の立場に立脚していないと見えるムスリム政治家の政治的態度と振る舞いを激しく批判した。
イクバールが確信していたのは政府の原則を世俗主義の立場にすることは誤りであり、イスラーム的政治形態を復興するという事であった。イクバールは、世俗主義がイスラームとイスラーム社会を弱める恐れがあるだけでなく、インドの多数派ヒンドゥー教徒がムスリムの遺産、文化、政治的な影響力を放逐する可能性があることを指摘した。エジプト、アフガニスタン、イラン、トルコへの旅行を通して、イクバールはイスラームの政治的協力と一体化の考えを膨らませていった。
また、イクバールは、相違のあったムスリムの政治的権力を保証するための政治的な取り決めの思惑を持っていた。イクバールはビームラーオ・アンベードカルとの対話を通して、インド政府統治下ではなくイギリス政府の統治下での地方自治権の獲得を希望している旨を発言した。
1930年にイクバールはアラーハーバード支部の代表に選出された。また、1932年にはラーホール支部の代表にも選ばれた。イクバールは、植民地の北西インド（現在のパキスタン）の地域はムスリムが多数派であることから、ムスリムのための独立国家構想を提示した。
「私は、パンジャーブ、北西辺境州、シンド、バルーチスターンを単一国家に統一された姿で見たい。イギリス帝国の中で独立した政府であるかイギリス帝国の介在なしであるかはともかくとして、北西インドに居住するムスリムにとっては少なくとも北西インド独立国家の形成は運命である」
イクバールの演説で強調されているのは、イスラームは社会的秩序とは切っても離せない「市民の意義」と「宗教的理想」を伴う「法概念」だということである。
「それゆえに、もしもイスラームの連帯の原則に取って代わることを意味するのであれば、民族の別に基づいての政策決定は単純にムスリムにとっては受け入れがたいものなのだ」
その上でイクバールは、イスラーム共同体の政治的団結の必要性のみならず、イスラームの原則に則っていないより広い社会にムスリムが参加せざるを得なくなるという望ましくない状況を訴えた。このようにして、イクバールは二民族論（ヒンドゥー主体のインドとムスリム主体パキスタン）を提唱する最初の政治運動家となっていった。しかしながら、イクバールは、たとえ彼の理想とするイスラーム国家が世俗主義とナショナリズムと相容れないとしても、理論的には国家として実現可能であると解釈していた。
イクバールの人生の後半は政治的活動に没頭していた。イクバールは1932年に政治的・財政的支援を得るために、ヨーロッパと西アジアを旅行し、第3回英印円卓会議の席上で何度も何度も繰り返し自らの主張を訴えた。

### ジンナーとの関係
インド国民会議派のムスリム運動家らとは思想面で袂を分かち、また1920年代のムスリムの派閥争いに幻滅したイクバールは、ジンナーのみがムスリムの団結と政治の面でのエンパワーメントを達成することができると確信した。イクバールはジンナーとの強い結びつきを作ることによって、ロンドンに滞在していたジンナーにインドへの帰国と連盟の責任者就任を促した。
しかしながら、イクバールとジンナーとの間では大いに相違があった。イクバールはイスラームが政府と社会の源であると考えていたのに対し、ジンナーは世俗主義国家の建設を目指していたからである。イクバールはヒラーファト運動に戻っていたが、ジンナーはイクバールの行動を「宗教的な乱心」と見なしていた。1930年にイクバールはムスリム多数派による独立国家の建設を主張していたが、1940年にジンナーはパキスタン構想を公的に受け入れるまでの10年間にわたって全インド国民会議との対話を続けた。ジンナーは常に国民会議と合意する希望を持っており、決してインドの分割までは望んでいなかったと歴史家の一部は考えている。
イクバールは1937年にジンナーにあてた書簡において、いわゆる「パキスタン構想」を再度提示した。イクバールはムスリム連盟のパンジャーブ州代表の任に就きながらもジンナーの政治活動を批判し、その具体的な内容の一つに、地主階級の代表であるとイクバールが見なし、その政治哲学の中核としてイスラームに関与していないパンジャーブ州の政治家スィカンダル・ハヤート・ハーンとジンナーとの間での政治的取引が挙げられる。それでもやはり、イクバールは絶えずムスリムの政治家と一般大衆に向けてジンナーとムスリム連盟を支持するよう働きかけた。
ムスリムの政治的未来に関するイクバールの見解は、インドの分割に反対したマウドゥーディーのそれとは合致しなかった。しかし、マウドゥーディーの考えは、世俗主義やナショナリズムと相容れない理想的なイスラーム国家を志向するイクバールの詩的哲学に近いものであった。
イクバールの死亡から9年後のパキスタンは独立以降、ジンナーとムスリム連盟の指導者層は、パキスタンを構想し国家創設に力を尽くした人物の一人としてイクバールを公的に認めるようになった。

## 晩年
スペイン及びアフガニスタンからの旅行から帰国した1933年、イクバールの健康状態は悪化した。イクバールは晩年の数年を古典イスラームと現代社会科学の研究機関である"Idara Dar-ul-Islam"（イダーラ・ダールル・イスラーム）の設立に時間を費やした。1934年には法律職を辞め年金生活に入った。
1938年にイクバールはラホールで亡くなった。彼の墓はバードシャーヒー・マスジド（Badshahi Mosque）の門とラホール城の間にあり、パキスタン政府によって保存されている。
イクバールは「パキスタン建国の思想を打ち立てた」ということでパキスタンで幅広く称えられている。イクバールの"Tarana-e-Hind"は、インドでは愛国歌（＝「サーレー・ジャハーン・セ・アッチャー」）として歌われている。イクバールの誕生日とされている毎年11月9日は現在パキスタンの国民の祝日となっている。
イクバールの名前に由来する様々な機関がパキスタンには存在する。たとえば、アッラーマ・イクバール・オープン大学や、パキスタンでは2番目に混雑するラーホールのアッラーマ・イクバール国際空港がある。政府や地方公共団体は、イクバール研究のための学校設立の際スポンサーになり、またイクバールを対象とする研究、教育、作品・文学・哲学の保存のためにイクバール・アカデミーを設立した。

## 関連文献
- ムハンマド・アースィフ, 山根聡訳「アキール文庫のイクバール学コレクションについて」『イスラーム世界研究』第9巻、京都大学大学院アジア・アフリカ地域研究研究科附属イスラーム地域研究センター、2016年3月、149-164頁、ISSN 18818323、2022年9月3日閲覧。
- ジャーヴェード・イクバール, 山根聡「詩人ムハンマド・イクバールのラーホールでの学生時代」『印度民俗研究　別巻』第6巻、印度民俗研究会、2020年12月、8-18頁、ISSN 09116982、2022年9月3日閲覧。
- 宮本隆史「植民地インドの教科書における過去の表象 : ムハンマド・イクバール＆ラーラー・ラーム・プラシャード『インド史』（1913 年）を読む」『外国語教育のフロンティア』第5巻、大阪大学大学院言語文化研究科、2022年3月、315-329頁、ISSN 24339636、2022年9月3日閲覧。